# Lou! (serie animada de televisión)
Lou! es una serie de televisión animada francesa que consta de 52 episodios de 12 minutos, inspirada en la serie de historietas del mismo nombre, adaptado por David Gilson y dirigida por Jérôme Mouscadet con la supervisión de Julien Neel contó con el guion de Jean-Rémi François y Anna Fregonese. Comenzó a emitirse en Francia entre el 5 de abril de 2009 y el 11 de febrero de 2010 por M6 y la versión francesa de Disney Channel. Relativamente poco después de su estreno en Francia ese mismo año se dobló al español en Colombia y se transmitió en México por Canal Once a través del bloque infantil de ese canal Once Niños.
Hasta el momento Canal Once ha sido el único canal en Latinoamérica en exhibir la serie.

## Sinopsis
Lou es una adolescente de 12 años que vive con su madre, su mejor amiga es Mina, y está enamorada de Tristan, su vecino. También adopta un gato que se mete por la ventana (el cual no tiene un nombre fijo). Conoce a Richard, su nuevo vecino, y piensa que será el hombre ideal para su madre y trata de emparejarlos con varias maniobras suyas. La serie está basada parcialmente en el primer tomo.

## Episodios
En la serie se introducen personajes que no aparecen en los libros, y se desarrolla a lo largo del año, con los episodios 1-13 tomando lugar en el otoño, 14-26 en el invierno, 27-39 en la primavera y 40-52 en el verano, y se diferencian por los títulos de presentación de los episodios y la música que acompaña a estos, los cuales son diferentes en los episodios que toman lugar en otras estaciones (en otoño la música es de un estilo normal, en invierno es un estilo navideño, en primavera es un estilo sinfónico y en verano es un estilo tropical).
| Temporada | Temporada | Episodios | Episodios | Emisión original    | Emisión original      |
| Temporada | Temporada | Episodios | Episodios | Primera emisión     | Última emisión        |
| --------- | --------- | --------- | --------- | ------------------- | --------------------- |
|           | 1         | 52        | 13        | 5 de abril de 2009  | 11 de mayo de 2009    |
|           | 1         | 52        | 13        | 12 de mayo de 2009  | —                     |
|           | 1         | 52        | 13        | 8 de enero de 2010  | 25 de enero de 2010   |
|           | 1         | 52        | 13        | 26 de enero de 2010 | 11 de febrero de 2010 |

### Temporada de otoño (2009)
| N.º | Título                                   | Fecha de emisión original |
| --- | ---------------------------------------- | ------------------------- |
| 1 | «Journal infime» «Mi diario»             | 5 de abril de 2009        |
| Lou tiene su primer desamor, ¡sorprende a Tristan con un dedo en la nariz! Su madre intenta consolarla, llegando incluso al marabutismo. |                                          |                           |
| 2 | «Un chat sans nom» «Un gato sin nombre»  | 12 de abril de 2009       |
| Un pequeño gato callejero se instala con Lou. ¿Cómo conseguir que lo acepte su madre, que siente un santo horror por estas criaturas? |                                          |                           |
| 3 | «On tourne la page» «Pasando la página»  | 19 de abril de 2009       |
| La madre de Lou está harta de las traducciones en latín... ¡Por fin está empezando a escribir su novela de ciencia ficción! |                                          |                           |
| 4 | «Baby nostalgie» «Nostalgia»             | 26 de abril de 2009       |
| Lou y Mina deciden jugar con las muñecas con las que tanto han jugado en los últimos años. Pero la magia de la infancia ya no está ahí, este juego ahora les aburre.                                                                                     |                                          |                           |
| 5 | «Ma soirée pyjama» «Fiesta de pijamas»   | 3 de mayo de 2009         |
| Al regresar de clase, Lou ve a Solène entrando en la casa de Tristan. Luego descubre el sentimiento de los celos: ¡está devastada! Organiza una pijamada para intentar que Solène juegue a la verdad y descubra qué pasó.                                |                                          |                           |
| 6 | «Mon petit menage» «Mis quehaceres»      | 10 de mayo de 2009        |
| Lou le da un ataque a su madre: descubre que su apartamento está realmente desordenado. Molesta, decide pasar el fin de semana con Mina. Pero durante el fin de semana, Lou descubre que aunque la casa de Mina es impecable, no es muy feliz...         |                                          |                           |
| 7 | «La nuit des chocottes» «Día de brujas»  | 31 de octubre de 2009     |
| A la madre de Lou le encanta celebrar Halloween: dulces, máscaras de monstruos, películas de terror. Pero Lou está hastiada: ya no la asusta en absoluto. Esta noche, Lou se enfrentará a acontecimientos extraños y sobrenaturales...                   |                                          |                           |
| 8 | «Le prince charmant» «El príncipe azul»  | 15 de mayo de 2009        |
| A Lou le gustaría encontrar un amante para su madre. Mientras habla de ello con Mina, ve a un joven que viene a visitar el apartamento contiguo al de ellos. Lou está convencida de que él es el hombre adecuado para su madre...                        |                                          |                           |
| 9 | «Faux contacts» «Falsos encuentros»      | 4 de mayo de 2009         |
| A la madre de Lou le falta inspiración a la hora de escribir su novela de ciencia ficción. Diagnóstico de Lou: debido a que la vida de su madre es demasiado tranquila, su inspiración es plana. Tiene una solución: darle vida a la vida de su madre... |                                          |                           |
| 10 | «Tous en ligne» «Alineados»              | 5 de mayo de 2009         |
| Mina ya ha tenido suficiente, Lou vuelve a llegar muy tarde. Las dos chicas discuten. Lou decreta que ya no quiere hablar con Mina, pero ésta está convencida de que su amiga no resistirá el impulso de llamarla.                                       |                                          |                           |
| 11 | «Tenue de soirée» «Modales en una noche» | 7 de mayo de 2009         |
| Mientras su madre asiste a una velada musical en casa de su amigo Richard, Lou acepta cuidar de "Boubou", el perro de su antiguo vecino, el señor Verdier. Este perro tan antipático es, sin embargo, el objeto de toda la atención del anciano.         |                                          |                           |
| 12 | «Brisons le glace» «Rompiendo el hielo»  | 8 de mayo de 2009         |
| Por accidente, Richard y Gino se han encerrado en la fría cámara del restaurante y se verán obligados a conocerse; Mientras tanto, Lou, su madre y Mina tendrán que encargarse ellas mismas de la pizzería durante las horas pico.                       |                                          |                           |
| 13 | «Merci la pluie» «Gracias a la lluvia»   | 11 de mayo de 2009        |
| ¡Esta vez es la correcta! Lou y Mina han ideado la estratagema perfecta para que Tristan y Lou finalmente se conozcan. Es miércoles por la tarde y Tristan va a su clase de música. En el camino, Lou tendrá varias oportunidades de hablar con él.      |                                          |                           |

### Temporada de invierno (2009-2010)
| N.º | Título                                                      | Fecha de emisión original |
| --- | ----------------------------------------------------------- | ------------------------- |
| 14 | «Vous avez un message» «Tienes un mensaje»                  | 12 de mayo de 2009        |
| Lou finalmente consiguió el número de teléfono de Tristan. Quiere dejarle un tierno mensaje musical... ¡pero de horror! Debido a la torpeza de su gato, en realidad no es la música deseada la que le envía a Tristan. |                                                             |                           |
| 15 | «Mamie Bonheur» «La visita de la abuela»                    | 14 de mayo de 2009        |
| La abuela de Lou aparece como de costumbre sin previo aviso en la casa de su hija. No hubo suerte, la madre de Lou acaba de decidir organizar una reunión individual con Richard para pedirle que repare una fuga de agua. Por lo tanto, Lou debe mantener ocupada a la abuela en la ciudad. |                                                             |                           |
| 16 | «Perte et fracas» «Pérdidas y ganancias»                    | 15 de mayo de 2009        |
| Lou y su madre tienen cada una fiesta de larga duración. Se olvidaron de decírselo a la abuela, quien por una vez hizo todo lo posible para prepararles una “buena” cena. Al encontrarse sola, la abuela decide salir a caminar sin avisar a su hija. |                                                             |                           |
| 17 | «Le mal de mère» «La mamá cruel»                            | 18 de mayo de 2009        |
| Lou se muere por ir con Mina a un concierto. Su madre tiene reservas a los 12 años, no salir tan tarde sin compañía. Lou todavía decide desobedecer a su madre. Desafortunadamente para Lou, esa noche su madre va al mismo concierto que Richard. |                                                             |                           |
| 18 | «Douce nuit» «Dulce noche»                                  | 24 de diciembre de 2009   |
| Esta noche es Navidad... Mina está abrumada, se enteró de que sus padres se iban a divorciar, está completamente devastada por esta ruptura. Con la esperanza de consolarla, Lou le cuenta sobre su vida sin su padre. Mina, conmovida por la historia de su amiga, comprende que a pesar de los padres separados, la vida continúa y pueden ser felices. Después de esta discusión, Lou y Mina, cada uno en casa, celebran la Nochevieja, arrulladas por la magia de la Navidad.                                                                              |                                                             |                           |
| 19 | «Poker menteur» «Póker mentiroso»                           | 26 de diciembre de 2009   |
| Por fin vacaciones de invierno. Como Tristan permanece en la ciudad como ella, Lou ya ha planeado todo; pasará sus días con él. ¡Felicidad! Desafortunadamente, el niño le dice que, después de todo, se va a esquiar con su tío. |                                                             |                           |
| 20 | «Bonne résolution» «Buenos propósitos»                      | 31 de diciembre de 2009   |
| Es 31 de diciembre, el último día del año. Lou quiere invitar a Tristan a la víspera de Año Nuevo con ella. Además, tiene muchas ganas de organizar una fiesta en el edificio. Pero su madre y los vecinos se muestran muy reacios. |                                                             |                           |
| 21 | «Compartiment Lover» «El tren del amor»                     | 1 de enero de 2010        |
| ¡Es el gran comienzo para el viaje de esquí! Lou, su madre, Richard y el gato toman el tren nocturno hasta Super Chevelle, el pueblo natal de Richard. Lou espera encontrar a Tristan en el tren. Una noche entera en compañía del chico de su vida... ¡el sueño! |                                                             |                           |
| 22 | «Ludmilla»                                                  | 4 de enero de 2010        |
| Lou y su madre descubren el chalet de Richard y conocen a su familia. Para la madre de Lou, todo empieza muy mal cuando se entera de que Richard tiene una prometida, se resbala y se tuerce el tobillo; En cuanto a Lou, espera desesperadamente la llamada de Tristan. |                                                             |                           |
| 23 | «En piste!» «En la pista»                                   | 5 de enero de 2010        |
| Lou vuelve a subirse a los esquís por primera vez en mucho tiempo: no sin miedo. Pero se avergüenza de su nivel y prefiere valerse por sí misma antes que aceptar recibir lecciones de Peppo, el sobrino de Richard. Peppo está preocupado por Lou y decide seguirla discretamente. Peppo se dará cuenta de que es su miedo el que la paraliza y la ayudará a superar este problema. Al final del día, el miedo de Lou habrá desaparecido, pero debe afrontar los hechos: no está preparada para acompañar a Tristan sola en las pistas de la estación vecina. |                                                             |                           |
| 24 | «Sur la mauvaise pente» «Sobre la malvada pendiente»        | 6 de enero de 2010        |
| Lou quiere decirle a Tristan que se le da mal esquiar con la esperanza de que él le dé una lección privada. ¡Pero ella no puede alcanzarlo y se encuentra siguiendo un rastro negro! Richard se reincorporará al equipo de curling del que forma parte Ludmilla. |                                                             |                           |
| 25 | «Vous avez dit blizzard?» «¿Alguien mencionó una ventisca?» | 7 de enero de 2010        |
| Lou logró concertar una cita con Tristan en las pistas para un pícnic romántico. Pero la tormenta de nieve estalla y los dos se encuentran en un refugio, nada romántico porque Tristan quiere jugar en la consola portátil mientras espera ayuda. |                                                             |                           |
| 26 | «Le rois du balai» «Los reyes de la escoba»                 | 8 de enero de 2010        |
| Es el último día de vacaciones y este día también es el día de la copa de curling en el valle. Los equipos de las dos estaciones de deportes de invierno vecinas compiten entre sí y Lou y Tristan no animan al mismo equipo. |                                                             |                           |

### Temporada de primavera (2010)
| N.º | Título                                                              | Fecha de emisión original |
| --- | ------------------------------------------------------------------- | ------------------------- |
| 27 | «No futur» «Sin futuro»                                             | 8 de enero de 2010        |
| Lou está enamorada de Tristan. De repente se pregunta si todo esto realmente tiene sentido y si Tristan algún día tendrá el mismo sentimiento por ella. Quiere a toda costa tener la confirmación de que Tristan es el chico de su vida.                                              |                                                                     |                           |
| 28 | «Que la forme soit avec toi» «Que la salud esté contigo»            | 11 de enero de 2010       |
| Lou se niega a practicar deportes. Su madre la reta, si Lou gana podría ser excusada del deporte hasta fin de año, si su madre gana tendrá que volver al deporte. Lou decide desafiar a su madre a una carrera a pie.                                                                 |                                                                     |                           |
| 29 | «Cuisine a l'italienne» «Cocina a la italiana»                      | 12 de enero de 2010       |
| Inauguran camioneta que vende pizzas en el barrio “Pizza Presto”. Lou y su madre le prometen a Gino que nunca lo comerá. Pero cuando Richard aparece en el apartamento de Lou con dos pizzas de "Pizza Presto", no pueden resistirse.                                                 |                                                                     |                           |
| 30 | «Mortelle Saint-Valentin» «El fugaz día de San Valentín»            | 14 de febrero de 2010     |
| Hoy es el día de San Valentín. Lou pasará la velada con Tristan y su madre con Richard. La velada se convertirá en una pesadilla para Lou y Richard. |                                                                     |                           |
| 31 | «Bonne fête mamans» «Feliz día de las madres»                       | 13 de enero de 2010       |
| Para el Día de la Madre, Lou encargó la caja de DVD de coleccionista de la película favorita de su madre. Desafortunadamente, la caja no llega y Lou se queda sin regalo. Pero gracias a Mina, tiene una idea brillante: ellos mismos van a rodar una escena de la película de culto. |                                                                     |                           |
| 32 | «Camping sauvage» «Campamento salvaje»                              | 14 de enero de 2010       |
| Para que su madre pueda pasar un momento romántico con Richard, Lou sugiere que acampen en el parque. Pero la noche no transcurrirá según lo planeado. |                                                                     |                           |
| 33 | «Trac fatal» «Nervios fatales»                                      | 15 de enero de 2010       |
| Lou tiene muchas ganas de hacer teatro en la escuela, siempre le ha encantado. Pero una vez en escena, es un desastre, las miradas de los demás la aterrorizan. El diagnóstico de Mina de miedo escénico, es decir, "miedo al ridículo".                                              |                                                                     |                           |
| 34 | «Dans la blouse de Mme. Chiourme» «Los zapatos de la Sra. Chiourme» | 18 de enero de 2010       |
| Un día, la portera Sra. Chiourme se enfada por la falta de reconocimiento de sus inquilinos y abandona su puesto. Lou y su madre la reemplazan en su camerino. |                                                                     |                           |
| 35 | «Alerte au psy» «Visita al psiquiatra»                              | 19 de enero de 2010       |
| Tras una sorprendente representación teatral, la profesora de expresión artística de Lou recomienda a la madre de la pequeña llevarla a una psiquiatra. Lou, horrorizada, debe demostrarle a su madre que es perfectamente normal.                                                    |                                                                     |                           |
| 36 | «Passion croquet» «Pasión por el cróquet»                           | 20 de enero de 2010       |
| Para alcanzar a su madre que cree saberlo todo sobre ella, Lou le hace creer que le apasiona... ¡el cróquet! La madre de la pequeña, que espera arreglar las cosas con ella, decide esforzarse por compartir la pasión de su hija.                                                    |                                                                     |                           |
| 37 | «Gilles»                                                            | 21 de enero de 2010       |
| En la piscina, Lou salva la vida de uno de sus compañeros, Gilles, un chico un tanto molesto y apasionado por el espacio. Ve en el gesto de Lou una señal del destino; ¡una gran amistad está comenzando!                                                                             |                                                                     |                           |
| 38 | «Mauvais œil» «Mal de ojo»                                          | 22 de enero de 2010       |
| Mientras Lou quiere teñir una de sus prendas de negro, el gato cae accidentalmente en la bañera llena de agua teñida y sale... completamente negro. Lo peor: Dado que el animal tiene este color, la mala suerte parece afectar a Lou y su madre.                                     |                                                                     |                           |
| 39 | «Petits secrets entre amies» «Secretos entre amigos»                | 25 de enero de 2010       |
| Lou descubre que Mina tiene un secreto del que no quiere hablar. Totalmente centrado en este misterio y con una curiosidad morbosa, Lou sólo tiene una idea en mente: de qué se trata. Pero Mina es terca y se niega a decirle nada a su amiga.                                       |                                                                     |                           |

### Temporada de verano (2010)
| N.º | Título                                                | Fecha de emisión original |
| --- | ----------------------------------------------------- | ------------------------- |
| 40 | «À qui la faute?» «¿De quién es la culpa?»            | 26 de enero de 2010       |
| Lou regresa a casa enojada porque acaba de perderse su reunión con Tristan. Acusa a su madre, culpable de obligarla a ir a comprarla a la farmacia. Pero ella se defiende, no es culpa suya si estuvo enferma.                                                                               |                                                       |                           |
| 41 | «L'amour entre les peuples» «Amor entre las personas» | 27 de enero de 2010       |
| Como la entrada a la escalera está en mal estado, es urgente repintarla. Lou sugiere al propietario del edificio que cree su propio fresco, un fresco que evoque el "amor entre las personas".                                                                                               |                                                       |                           |
| 42 | «Chiens et chats» «Como perros y gatos»               | 28 de enero de 2010       |
| Debido al divorcio de sus padres, Mina no quiere celebrar su cumpleaños. Con la ayuda de su madre y de Richard, Lou prepara una fiesta sorpresa de cumpleaños a la que los padres de Mina no están invitados, para no estropear la fiesta.                                                   |                                                       |                           |
| 43 | «Art et essai» «Arte y ensayo»                        | 29 de enero de 2010       |
| Gilles quiere cambiar de instituto, ha sido el hazmerreír desde que circuló en Internet un vídeo en el que aparece bailando de forma ridícula. Lou inmediatamente se propone ayudar a su amigo a superar su desventura en Internet.                                                          |                                                       |                           |
| 44 | «On se fait la malle» «Deshaciéndose del baúl»        | 1 de febrero de 2010      |
| Tras una gran humillación por parte de Lou, Tristan acaba descubriendo la existencia del famoso "Baúl de la vergüenza". Lou considera deshacerse del voluminoso objeto, antes de cambiar de opinión sobre cortar los lazos con su "amigo de la infancia".                                    |                                                       |                           |
| 45 | «Mauvais rôles» «Malos papeles»                       | 2 de febrero de 2010      |
| Lou le promete a Richard que cuidará de su sobrino Peppo, que está de paso por la ciudad. Pero mientras tanto, su madre es invitada a un juego de papeles de fantasía medieval en casa de Tristan. Celosa, Lou envía a Peppo a las garras de Mina para que se quede en la casa de Tristan... |                                                       |                           |
| 46 | «Bouche à bouche» «Boca a boca»                       | 3 de febrero de 2010      |
| ¡Lou y Mina están muy enojadas! Ambas participaron en un curso de primeros auxilios, que no salió como esperaban... |                                                       |                           |
| 47 | «Bazar total»                                         | 4 de febrero de 2010      |
| Para el Día de los Vecinos, Lou quiere formar una pequeña orquesta amateur, sólo para pasar un día con Tristan durante los ensayos. Pero Tristan está atrapado en un matrimonio... |                                                       |                           |
| 48 | «Gino Amoroso»                                        | 5 de febrero de 2010      |
| Gino está enamorado de una encantadora mujer quebequense. Ante este cambio, Lou teme perder a Gino, o al menos que se aleje considerablemente de ella. Secretamente celosa, Lou intenta descubrir más sobre la prometida de Gino...                                                          |                                                       |                           |
| 49 | «Amélie»                                              | 8 de febrero de 2010      |
| La madre de Lou debe dar la bienvenida a Amélie, una vieja amiga de la universidad. Resulta que Amélie siempre ha sido una chica nerd, tímida, cohibida y nada divertida. De repente, la joven se escapa con el pretexto de una reunión con su editor...                                     |                                                       |                           |
| 50 | «Avant-garde» «A la moda»                             | 9 de febrero de 2010      |
| Mientras Lou camina con Tristan, se encuentra con Solène, Anouk y Marine, las tres vestidas con pantalones decorados con una gran flor. Lou parece sorprendida cuando se entera de que las tres chicas compraron sus pantalones en una boutique de moda...                                   |                                                       |                           |
| 51 | «Un petit signe» «Una pequeña señal»                  | 10 de febrero de 2010     |
| Lou está deprimida, Tristan todavía no le ha declarado su amor. Mina le explica a su amiga que ciertas señales tácitas ciertamente prueban el amor de Tristan por ella. Depende de Lou descubrir las señales en cuestión.                                                                    |                                                       |                           |
| 52 | «Grands départs» «Grandes partidas»                   | 11 de febrero de 2010     |
| ¡Es el final del año escolar! También es el cumpleaños de Tristan. En esta ocasión, el pequeño organizó una fiesta en el restaurante de Gino. Lou está invitada. Esta vez, está decidida, le confesará su amor a Tristan.                                                                    |                                                       |                           |

## Reparto
| Personaje               | Actor de voz original  | Actor de doblaje   |
| ----------------------- | ---------------------- | ------------------ |
| Lou                     | Béatrice de La Boulaye | Michelle Gutiérrez |
| Mamá de Lou             | Catherine Collomb      | Rocío Bermúdez     |
| Abuela de Lou           | Catherine Collomb      | Flor Marina López  |
| Richard                 | Emmanuel Gradi         | Harold Leal        |
| Robert, el papá de Mina | Emmanuel Gradi         | ¿?                 |
| Mina                    | Nayéli Forest          | Klaudia Kotte      |
| Tristán                 | Nicolas Beaucaire      | Víctor Valencia    |
| Joss, la mamá de Mina   | Karine Pinoteau        | Dilma Gómez        |
| Lucien                  | ¿?                     | Bernardo Mayorga   |
| El Anciano              | Jean-Pierre Leblan     | ¿?                 |

## Película
Una adaptación cinematográfica fue lanzada el 8 de octubre de 2014 bajo el título de Lou!: Journal Infime. La película es una adaptación del primer al cuarto volumen de la serie de historietas.